# Denise Tavares
Denise Fernandes Tavares (Nazaré, 4 de maio de 1925 - 19 de abril de 1974) foi uma professora brasileira.
Bibliotecária, professora, fez os seus primeiros estudos na sua cidade natal, onde cedo viu surgiu a sua vocação para lidar com crianças, diplomando-se em professora primária em 1943. Este foi o primeiro passo para ingressar na vida pública. Em 1944 veio para Salvador, onde foi nomeada por concurso para regente de classe na Escola Marquês de Abrantes. Em 1958, diplomou-se em Bibliotecária Documentalista pela Escola de Biblioteconomia e Documentação da Universidade da Bahia. Jovem, estudante de vida, era uma idealista. O seu ideal ela o viu concretizado.
Entre as suas principais realizações está a organização e fundação da Biblioteca Infantil Monteiro Lobato (BIML), fundada a 18 de abril de 1950, em homenagem ao escritor. O idealismo de Denise Tavares se concretizava e o seu sonho se tornava realidade, atrair o interesse das crianças para os bons livros. Respeitada pelo idealismo e pelos bons frutos que produziu, tornando-se modelo para outros centros. Realizou um trabalho dos mais importantes de biblioteconomia no Norte e Nordeste, com repercussão nacional e internacional. Ela criou uma rede de bibliotecas infantis e buscava aprimorar cada vez mais o seu trabalho, acompanhando a evolução do mundo contemporâneo, conhecendo novas técnicas de organização e atendimento aos seus jovens leitores. Quando Monteiro Lobato morreu, em 1948, o sentimento de saudade exacerbou mais a sua admiração pelo escritor. Ao desejar homenageá-lo, pensou em uma “casa de livros” aberta para todas as crianças baianas. Começa, então, a sua luta, a grande missão nos idos de 1949 a 50 da criação da Biblioteca Infantil Monteiro Lobato. Esse período da vida cultural baiana não permitia o desenvolvimento de idéias, ações e iniciativas inovadoras. Idealistas eram vistos com pessimismo, descrédito. Especialmente às mulheres, não se permitia gestos ousados, corajosos.
A instituição biblioteca não era compreendida no nível de importância igual à escola. Mas em 1949 Denise participou de um curso patrocinado pela Secretaria da Educação com Anísio Teixeira, através do convênio com a Escola de Biblioteconomia. Planejado para preparar professores primários que atuariam como “encarregados de bibliotecas escolares”, o curso foi um sucesso. Conscientizada e reunindo mais argumento para o seu desempenho e luta, visita São Paulo com objetivo de conhecer a Biblioteca Infantil Monteiro Lobato daquela cidade. De volta a Salvador, Denise continua procurando apoio e recursos para a sua biblioteca. Sem esmorecer à falta de disponibilidades financeiras, alegada por quase todos, mesmo reconhecendo a idéia maravilhosa, não se dispunham a patrociná-la. Num dos seus devaneios, ela teve uma idéia inusitada: enviou a todas as escolas públicas do estado um pedido de contribuição às crianças, para a biblioteca. Um dia, as respostas vieram. Foram centenas de listas de crianças com doações de 1 tostão que emocionaram Denise. O vereador Álvaro Franca da Rocha conseguiu convencer o prefeito Wanderley Pinho a doar o chalé, no jardim de Nazaré para a instalação da biblioteca.
Até 1953 a BIML somente funcionou com a Seção de Leitura, porém, com a ajuda do governo foi sofrendo reformas, ampliando, o aumento da frequência exigia maior espaço. As atividades que ali desenvolveu tornaram a casa pequena. Crescia o número de crianças que frequentava a biblioteca e urgia um prédio maior e em condições mais adequadas à finalidade do estabelecimento. A luta continuava, Denise estava sempre desejando o melhor para as crianças e os jovens baianos e, graças a sua força de vontade, e o seu amor, dedicação e espírito de luta, em 1967 ela conseguiu inaugurar uma sede ampla dentro dos moldes desejados. Lutou muito para consegui-lo, mas acabou inaugurando-o no governo Lomanto Júnior, quando o seu idealismo encontrou a compreensão dos poderes públicos. Daí por diante, a biblioteca floresceu.
Também sob sua orientação e direção, foram instaladas nove bibliotecas sucursais no interior do estado, e duas em bairros de Salvador. No campo educacional foi membro atuante em vários congressos, nos quais apresentou diversas sugestões a favor da classe. Escreveu para diversos jornais do estado. Foi redatora chefe do jornal da classe profissional e responsável pela coluna feminina do Diário da Bahia. Durante algum tempo escreveu com o pseudônimo de Stela Maria. Era um exemplo de amor aos livros, lia muito e sempre. Ao escrever, como em tudo que fazia, era ela autêntica, criativa, sensível. Fosse o que fosse, dedicatória num livro, crônicas ou cartas ela escrevia como falava, com entusiasmo, sinceridade e coragem. Até mesmo nos livros técnicos, sendo a criança seu constante objetivo, usava linguagem clara, acessível, no intuito de ajudar na organização de bibliotecas infantis - sua grande meta.
Sugestões para Organização de uma Pequena Biblioteca Infantil (1960), Monteiro Lobato, pai de Emília (1960), Bibliotecas na Bahia (1967), As Bibliotecas Infanto-Juvenis de Hoje (1970) e A Biblioteca Escolar (1973) são alguns títulos de suas obras. Entre os prêmios que recebeu consta a medalha de honra ao mérito da Rádio Nacional do RJ (1952). Nesse mesmo ano recebeu a medalha A Bahia te Agradece, na Rádio Sociedade da Bahia. Mais tarde, em 1961 recebeu o prêmio Paula Brito de a bibliotecária do ano, da Biblioteca Municipal do Rio de Janeiro. E em 1973, foi homenageada pelo 7º Congresso Brasileiro de Biblioteconomia, em Belém do Pará. Adoentada, recolheu-se ao Hospital Português, onde veio a falecer na manhã do dia 19 de abril de 1974. Um sensível desfalque no magistério baiano. A sua morte é muito sentida pelo largo círculo de suas relações, mas sobretudo, pelas crianças a que se dedicou com extrema devoção. Denise Tavares era professora do Estado e da Universidade Federal, técnica federal de Educação e bibliotecária. Foi diretora da BIML até seu último dia de vida.